# Прат-и-Прат, Мария Мерседес
Мария Мерседес Прат-и-Прат (кат. Maria Mercè Prat-y-Prat, 6 марта 1880 года, Барселона, Каталония, Испания — 24 июля 1936 года, там же) — блаженная Римско-католической церкви, инокиня Общества святой Терезы Иисуса (STJ), мученица.

## Биография
Мария Мерседес Прат-и-Прат родилась в Испании в семье Хуана Прат и Тересы Прат. Она обучалась в коллегии Общества святой Терезы (STJ), где вступила в Терезианское Архибратство, основанное святым Генрихом де Оссо-и-Сервельо. Тогда же в ней появилось стремление к монашескому призванию.
В 15 лет Мерседес потеряла обоих родителей. В августе 1904 года она вступила в Общество святой Терезы Иисуса и стала послушницей. 1 марта 1905 года приняла облачение, а 10 марта 1907 года принесла обеты.
Следуя харизме учреждения, Мерседес служила делу образования молодежи. В 1920 году её направили в главный дом общества в Барселоне. Во время Второй республики в Испании были приняты антиклерикальные законы, уничтожавшие монастыри и церковное образование.
В июле 1936 года Мерседес была арестована республиканской милицией. В ходе допроса от неё потребовали — безуспешно — отречься от религиозных убеждений, после чего приговорили к смертной казни и расстреляли вместе с группой других монахинь в ночь с 23 на 24 июля. Мерседес была тяжело ранена, около четырёх часов утра 24 июля её добили проходящие мимо ополченцы.

## Прославление
21 мая 1955 года на кладбище кортесов в Барселоне были обретены мощи Мерседес. 29 апреля 1990 года Римский папа Иоанн Павел II причислил её к лику блаженных.
Литургическая память ей совершается 24 июля.